# 三街站 (京畿道)
三街站（：／ Samga yeok */?）是龍仁輕軌沿線的一座高架車站，位於韓國京畿道龍仁市處仁區三街洞。此站與草堂站之間設有三街車輛基地的導引軌。

## 車站結構
站體為2面2線側式月台的高架車站，候車月台設有月台幕門。

### 月台配置
| 草堂 ↑          |
| \| 上           |
| ↓ 市廳·龍仁大學 |

| 月台 | 路線        | 目的地            |
| ---- | ----------- | ----------------- |
| 上行 | ●龙仁轻电铁 | 東栢、器興方向    |
| 下行 | ●龙仁轻电铁 | 前垈·愛寶樂園方向 |

## 歷史
- 2013年4月26日：落成啟用。

## 車站周邊
- 三街車輛基地（朝鲜语：삼가차량사업소）
- 三街初等學校

## 圖片

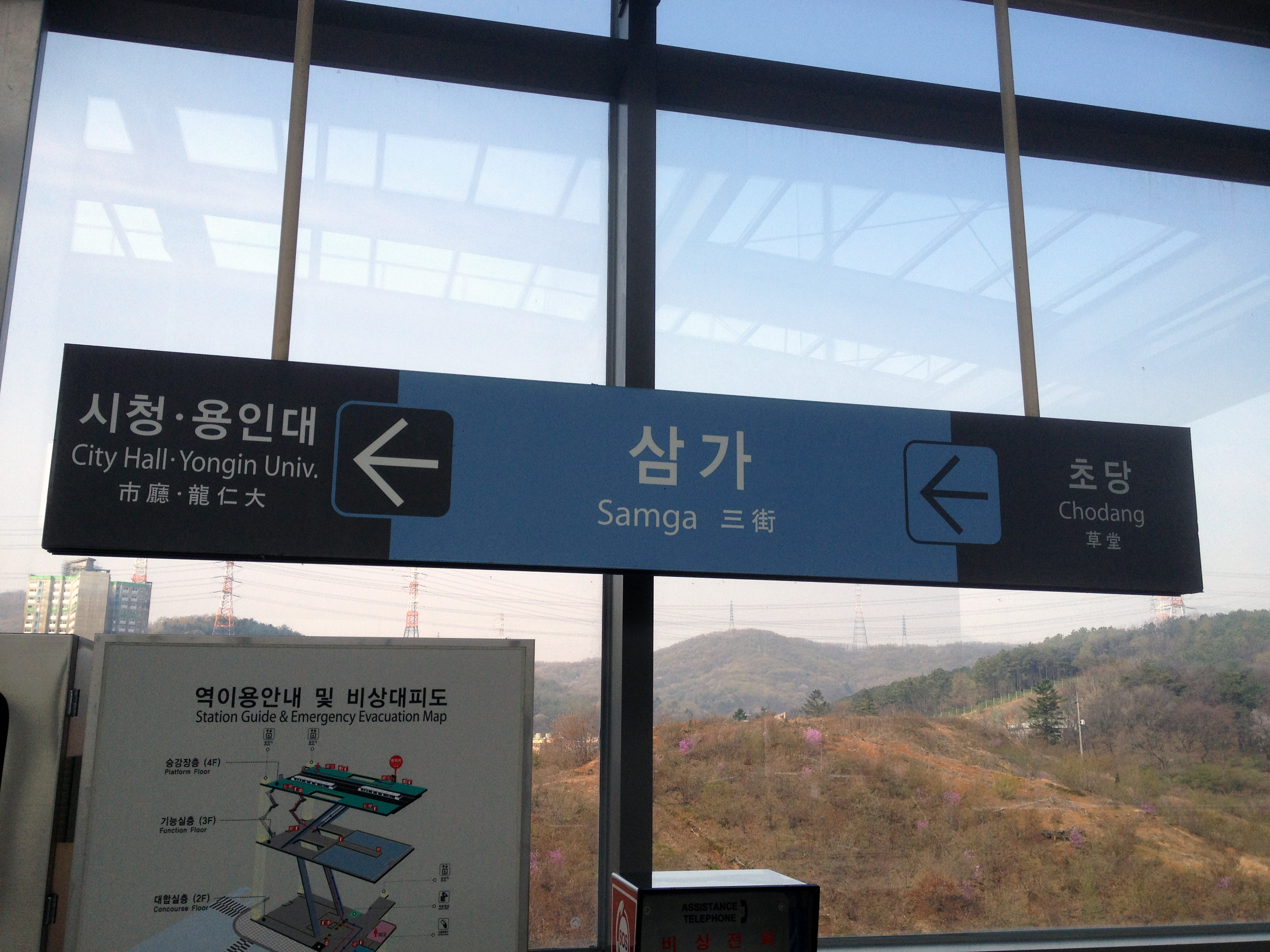
站名牌
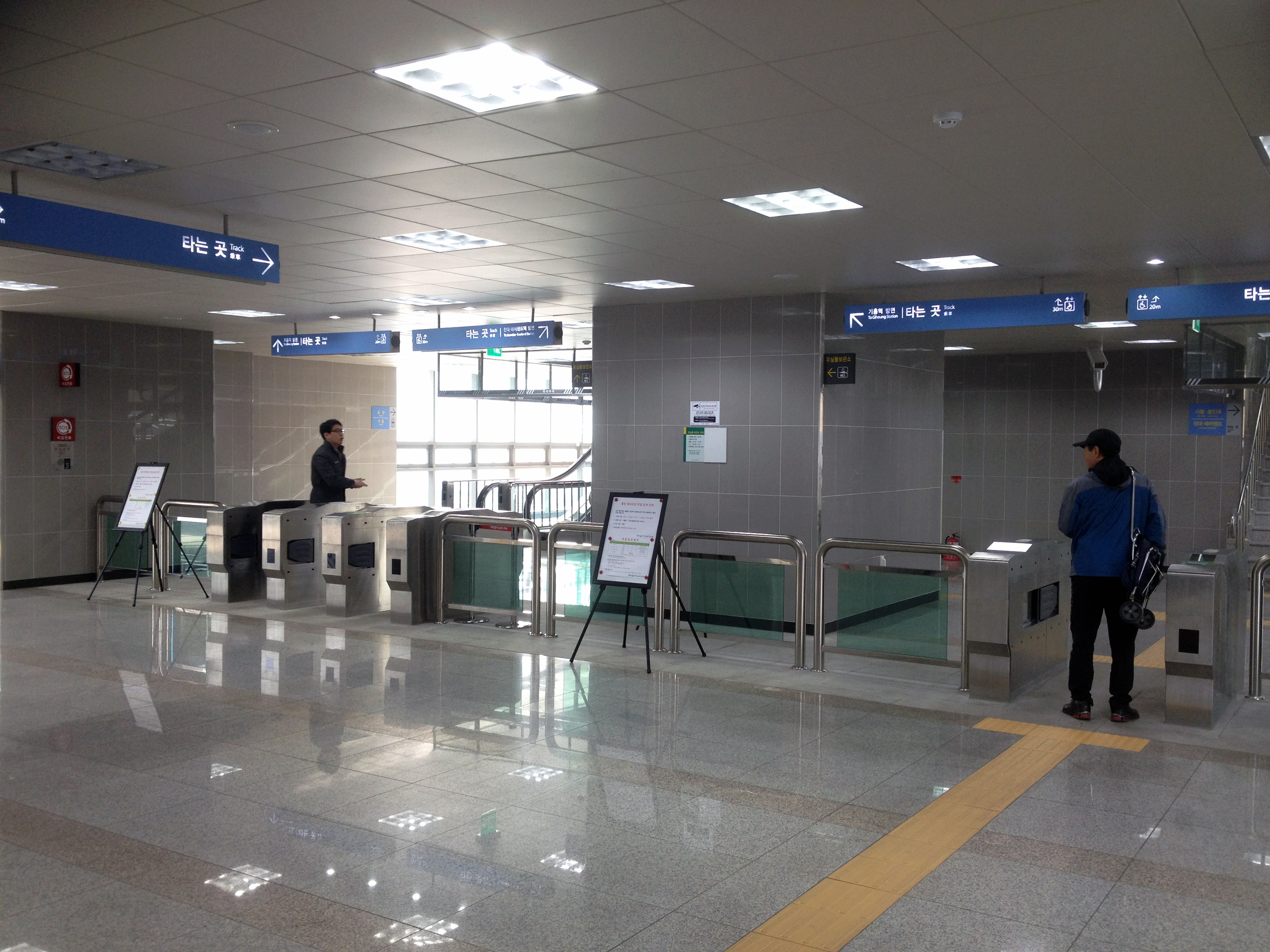
剪票閘口

## 相鄰車站
龍仁輕量電鐵
●龙仁轻电铁
草堂（Y115）－三街（Y116）－市廳·龍仁大學（Y117）